# Ira Solomon Wile

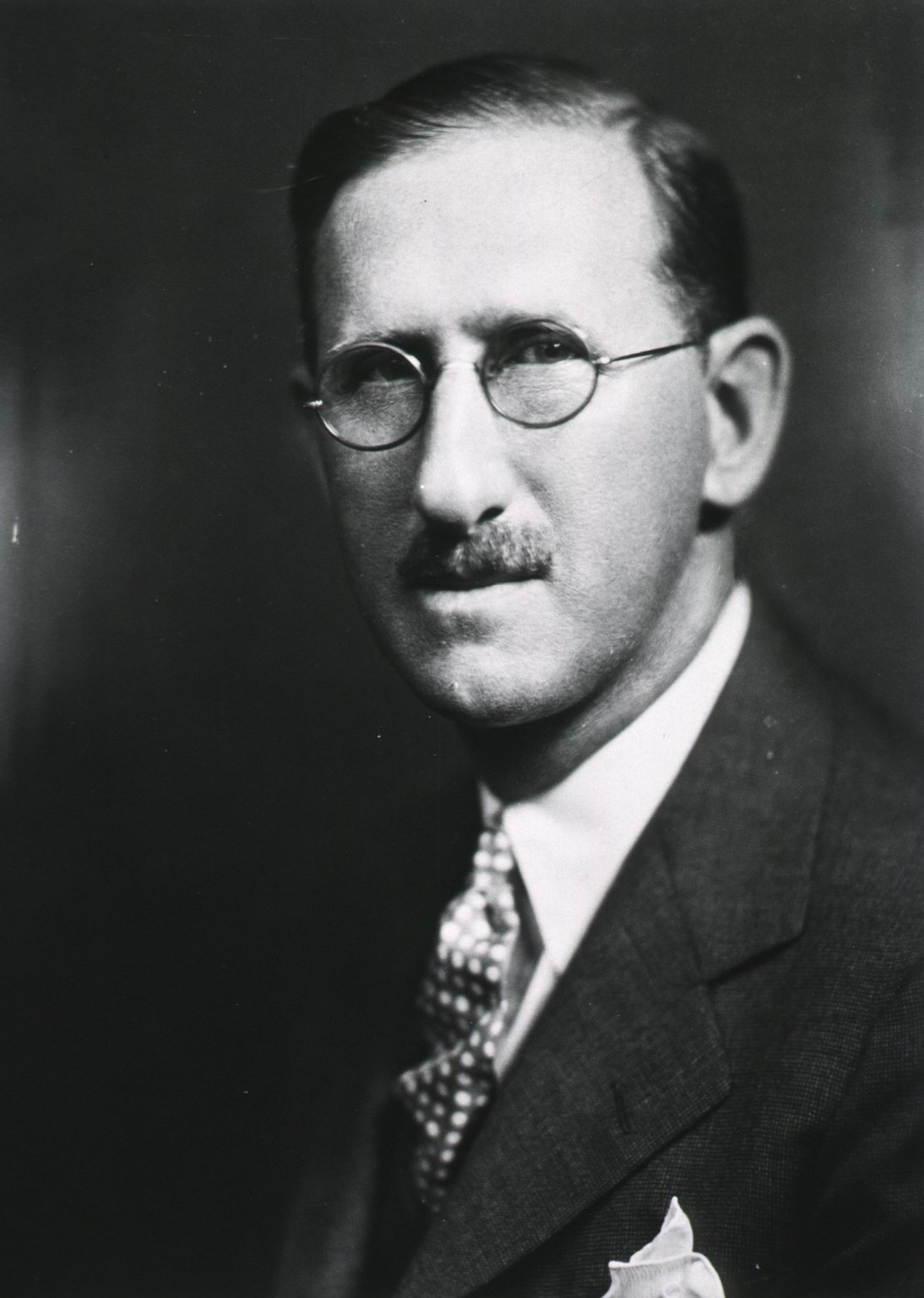
Ira S. Wile

Ira Solomon Wile (ur. 29 listopada 1877 w Rochester, zm. 1943) – amerykański lekarz, pediatra, psychiatra, pisarz.
W 1898 ukończył University of Rochester. Następnie studiował na University of Pennsylvania i w 1902 otrzymał tytuł doktora medycyny. Od 1912 do 1918 służył jako komisarz do spraw edukacji; założył Manhattanville Nursery i wprowadził program lunchu dla dzieci w nowojorskich szkołach. Potem praktykował jako pediatra w Mount Sinai Hospital.